# Marché Victor-Hugo
Le marché Victor-Hugo est un marché couvert situé au centre de la place Victor-Hugo, dans le quartier Saint-Georges, dans le secteur 1 de Toulouse, en France. C'est un des principaux marchés toulousains d'alimentation. Comme le marché des Carmes, il se tenait autrefois sous une halle métallique, démontée et remplacée par un marché-parking de béton.

## Histoire
Avant le percement de la rue d'Alsace-Lorraine, l'actuelle place Victor-Hugo s'appelait place du Marché-au-Bois. Il s'y tenait un marché au bois dit aussi marché aux vieilleries. Ce marché était une vaste halle de bois, construite en 1825 à l'emplacement de l'ancien rempart Villeneuve détruit. En 1827, lors de la démolition des remparts qui entourent le cœur de la ville depuis le Moyen Âge, il est décidé de créer un marché au bois dans une place publique au nord de la ville qui commence à s'urbaniser. La place est achevée en 1832. Elle reçoit le nom de Victor Hugo en 1885, à l'occasion d'un couronnement du poète par les Jeux Floraux. Sur la place se tient un marché au fourrage. Au même moment débute la réflexion sur l'installation d'un marché couvert. Cette réflexion traverse tout le XIXe siècle et atteint une première phase de réalisation en 1860. La construction du marché au bois est due à l’insuffisance du marché couvert d'Esquirol qui vient d’être inauguré et de la nécessité d'en établir de nouveaux dans différents points de la ville.
Camille Ournac reprend ce projet après son élection à la tête de la municipalité en 1889. L'architecte de ville, Joseph Galinier dresse les plans du marché en 1888-1889. L'entreprise l'adjudicataire lyonnaise est choisie le 20 décembre 1889. La construction du marché Victor Hugo avance rapidement, mais très vite les travaux sont arrêtés pour cause d’intempéries et pour la faillite de l'adjudicataire, alors que seule la structure métallique est achevée. Le conseil municipal termine le chantier malgré le coût important des frais. Il décide de s'adresser à des constructeurs plus qualifiés pour ne pas avoir les déconvenues précédentes. Le marché Victor-Hugo est inauguré le 20 mars 1892 et ouvert le 1er juillet, alors que les travaux ne sont pas totalement achevés. Ils ne sont achevés que l'année suivante. Le marché Victor-Hugo se présente sous la forme d'un grand édifice rectangulaire, il se compose d'une nef centrale. L'édifice repose sur un sous-sol de caves voûtées. Quatre entrées se trouvent sur les pignons de la nef centrale. Deux marquises courent le long des élévations latérales, l’édifice repose sur des piliers en fonte et il est recouvert d'une charpente métallique. Avec la construction de la halle métallique, en 1892, le marché aux vieilleries fut transféré place Saint-Sernin.
Au milieu du XXe siècle, la municipalité toulousaine veut moderniser la ville et l'adapter à la voiture. En 1958, un marché provisoire est installé sur les allées Jean-Jaurès pour accueillir les commerçants du marché Victor-Hugo. La vieille halle métallique est détruite et remplacée par le marché-parking actuel, inauguré le 17 octobre 1959. C'est alors le premier marché-parking de la ville. L'architecture, caractéristique du mouvement moderne influencée par le brutalisme, est due aux architectes Joachim et Pierre Génard, assistés de Pierre Lafitte. Il est construit en béton. En 1978, le parking est équipé d'un péage automatique. En 2000, le marché bénéficie d'importants travaux de réhabilitation. Entre 2017 et 2019, de nouveaux travaux de rénovation et de mise aux normes sont engagés, alors que la place Victor-Hugo est elle-même réhabilitée.